# Erasmus Finx
Erasmus Finx, più noto come Erasmus Francisci (Lubecca, 16 novembre 1627 – Norimberga, 20 dicembre 1694), è stato uno scrittore tedesco.

## Biografia
Erasmus Finx nacque a Lubecca in una famiglia nobile ma decaduta. Il padre era l'avvocato Franciscus Finx e la madre era Margaretha Reuzen. Erasmus studiò legge in varie università e viaggiò a lungo visitando l'Italia, la Francia e i Paesi Bassi. Nel 1654 sposò Maria Hedwig Sybilla Friederich.
Nel 1657, a seguito di difficoltà economiche, accettò un lavoro di lettore e correttore di bozze a Norimberga presso l'editore Endter. In seguito Finx, conosciuto con l'appellativo di Francisci a seguito del nome del padre, da correttore divenne coautore e poi cominciò anche a pubblicare libri propri. Nel 1688 divenne consigliere del conte Enrico Federico di Hohenlohe-Langenburg. Morì a Norimberga.

## Attività letteraria
Nella sua epoca, Francisci era considerato un erudito e un uomo universale. È considerato uno dei primi scrittori professionisti. Scrisse numerosi libri su vari argomenti, tra cui cronache, libri di storia, biografie, libri di viaggi esotici, raccolte di curiosità ed edisodi strani, libri di astronomia e astrologia, libri di meditazioni religiose. Scrisse anche circa 200 inni sacri. Ha pubblicato anche sotto vari pseudonimi, tra cui Theophil Anti-Scepticus, Theophilus Urbinus, Christian Minsicht, Gottlieb Unverrucht, Gottlieb Warmund.
In qualità di coautore, Francisci scrisse alcuni capitoli dell'opera La gloria del Ducato di Carniola di Janez Vajkard Valvasor e completò il Monatsgespräche di Johann von Rist scrivendo l'ultima parte dopo la morte dell'autore.
Francisci è stato uno degli autori più letti del suo tempo e fonte di ispirazione per autori di epoche successive; Goethe studiò il Proteus che compare nell'opera di Francisci Der hollische Proteus come fonte di ispirazione per il proprio Proteus che compare nel Faust.

## Opere principali
- Die geistl. Goldkammer der I. bußfertigen, II. gottverlangenden u. III. jesusverliebten Seelen, deren Geschmeide u. Juwelen durch wehklagende Reuebegierden, gläubige Wünsche u. inbrünstige Seufzer den Liebhabern der Himmelsschätze zuteil werden, 1664
- Ost- und West-Indischer wie auch Sinesischer Lust- und Stats-Garten: in drey Haupt-Theile unterschieden...,  Nürnberg 1668
- Christl. Spazierbüchlein, 1668 (Pseudonym: Christian Minsicht)
- Die lustige Schaubühne allerhand Curiositäten in einer Sprachhaltung einiger guter Freunde vorgestellet I, 1969; II, 1671
- Erinnerung der Morgenröte oder geistl. Hahnengeschrei an die im Schatten des Todes vertieften Herzen in 63 Aufmunterungen der menschl. Seele z. Buße u. wahrer Bekehrung u. z. Glauben u. gläubigen Wandel, 1672

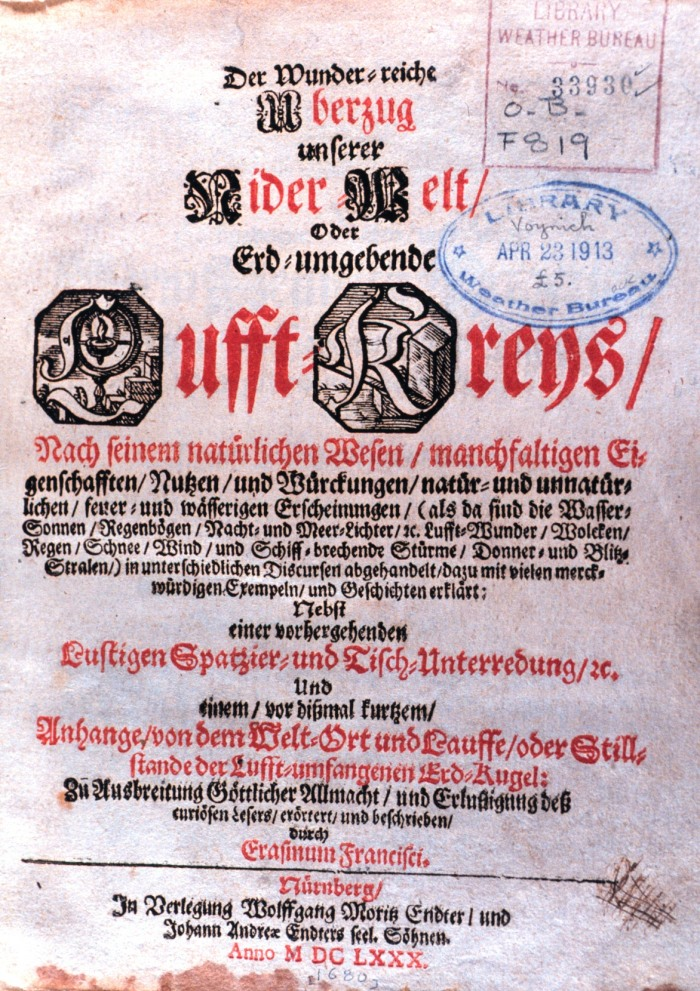
title of Der Wunderreiche Überzug unserer Nider=Welt

- Deren nach der ewigen u. beständigen Ruhe trachtenden seelenlabende Ruhestunden in den unruhigen Mühen u. Tränen dieser Welt, 3 Bde., 1676-80title of Der Wunderreiche Überzug unserer Nider=Welt
- Der Wunder=reiche Überzug unserer Nider=Welt oder Erd=umgebende Lufft-Kreys, Nürnberg 1680
- Lorbeerkranz der christl. Rittersleute, 1680
- Letzte Rechenschaften jeglicher Menschen, 1681
- Ehr- u. freudenreiches Wohl der Ewigkeit f. die Verächter der Eitelkeit, in 52 Betrachtungen erwogen, 1683
- Der hohe Traur-Saal oder Steigen und Fallen großer Herren. Fürstellend aus allen vier Welt-Theilen, unterschiedlicher hoher Standes-Staats und Glücks-Personen wunderbare und traurige Veränderungen, so in den nechsten anderthalb hundert Jahren ... sich gefüget, 1665 (Mit 3 Fortsetzungen, Gesamtausgabe Nürnberg: Endter 1669-81)
- Der Höllische Proteus, oder Tausendkünstige Versteller, vermittelst Erzehlung der vielfältigen Bild-Verwechslungen Erscheinender Gespenster, Werffender und poltrender Geister, gespenstischer Vorzeichen der Todes-Fälle, Wie auch Andrer abentheurlicher Händel, arglistiger Possen, und seltsamer Aufzüge dieses verdammten Schauspielers, und, Von theils Gelehrten, für den menschlichen Lebens-Geist irrig-angesehenen Betriegers, (nebenst vorberichtlichem Grund-Beweis der Gewissheit, daß es würcklich Gespenster gebe) 2. Aufl., Nürnberg: Endter, 1695